# Puerto de Bengasi
El Puerto de Bengasi (en árabe: ميناء بنغازي) es un puerto importante en la ciudad de Bengasi, Libia, en la costa del mar Mediterráneo en el Golfo de Sidra. Un puerto natural, que se fundó como Euesperides por los antiguos griegos de la Cirenaica en el siglo VI a. C.. Después de pasarse al faraón egipcio Ptolomeo III, empezó llamarse Berenice para honrar a su esposa. El Actual nombre de la ciudad honra al benefactor Gasi.
Después de un período lento de declive, fue reconstruido luego de la ocupación por los italianos en 1912, hasta el inicio de la Campaña del Desierto Occidental en la Segunda Guerra Mundial  en 1942. Esto dio lugar a que se convirtiera en un centro de operaciones en la parte oriental de Libia para los ferrocarriles italianos, que conectaban el interior en Soluch y Barce. El puerto fue objeto de graves daños en la 2 ª Guerra Mundial, mientras se movía entre el control del Eje y los Aliados en cinco ocasiones. El ejército británico finalmente tomó el puerto de Bengasi en 1942, durante la batalla de El Agheila.
Hoy en día el puerto de Bengasi está dirigido y gestionado por una compañía estatal. Ha sido desarrollado como un puerto moderno, con instalaciones de fabricación e industriales asociadas.